# Ferrovie della Sardegna
Ferrovie della Sardegna S.p.A. (FdS) – spółka kolejowa istniejąca od 1989 do 2010 na Sardynii. Prowadziła przewozy turystyczne Trenino Verde oraz szybkie linie tramwajowe w Sassari i Cagliari (Škoda 06 T). Od 2008 do 2010 była znana pod nazwą ARST Gestione FdS, po czym została połączona z ARST.

## Główne stacje
- Alghero Sant’Agostino
- Isili
- Macomer
- Mandas
- Monserrato
- Nulvi
- Nuoro
- Sassari
- Sorso